# بنك رونكادور
بنك رونكادور هي جزيرة مرجانية مغمورة في الغالب بها العديد من الجزر الرملية. تقع رونكادور في غرب البحر الكاريبي قبالة سواحل أمريكا الوسطى.

## الجغرافيا

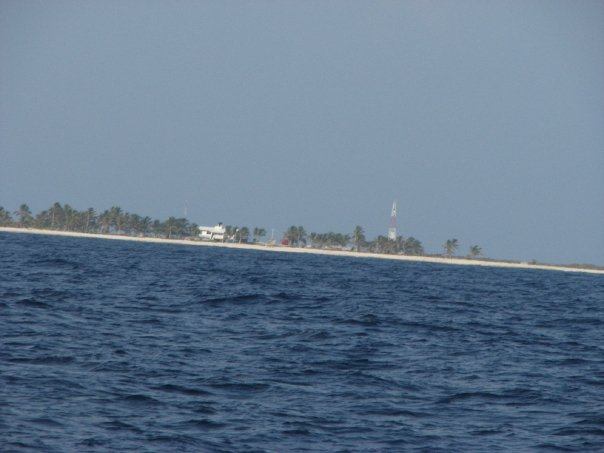
بنك رونكادور.

إنها تبلغ حوالي 15 × 6 ومساحتها 65 كيلومترًا كم2 وتتكون في الغالب من بحيرة. في المنطقة الشمالية تقع رونكادور كاي.

## التاريخ
كانت الولايات المتحدة قد طالبت بها في الأصل بموجب قانون جزر غوانو لعام 1856، لكنها تنازلت عنها الولايات المتحدة لكولومبيا في 17 سبتمبر 1981، نتيجة لمعاهدة وقعت في عام 1972. هناك العديد من المنازل المتهدمة التي بنتها القوات الأمريكية خلال أزمة الصواريخ الكوبية.
في عام 1894، غرقت السفينة يو إس إس كيرسارج في بنك رونكادور.

## منارة
توجد منارة قديمة مهجورة في نهايتها الشمالية. منارة جديدة تعمل منذ عام 1977.

## روابط خارجية
- تفاصيل المنارة نسخة محفوظة 14 يونيو 2011 على موقع واي باك مشين.
- بنك سيرانا وبنك رونكادور
- الصور